# Eresoidea
Eresoidea es una superfamilia de arañas araneomorfas, formada por tres familias de arañas de ocho ojos:
- Eresidae: 8 géneros, 96 especies
- Hersiliidae: 15 géneros, 175 especies
- Oecobiidae: 6 géneros, 110 especies